# マイケル・シュナイダー

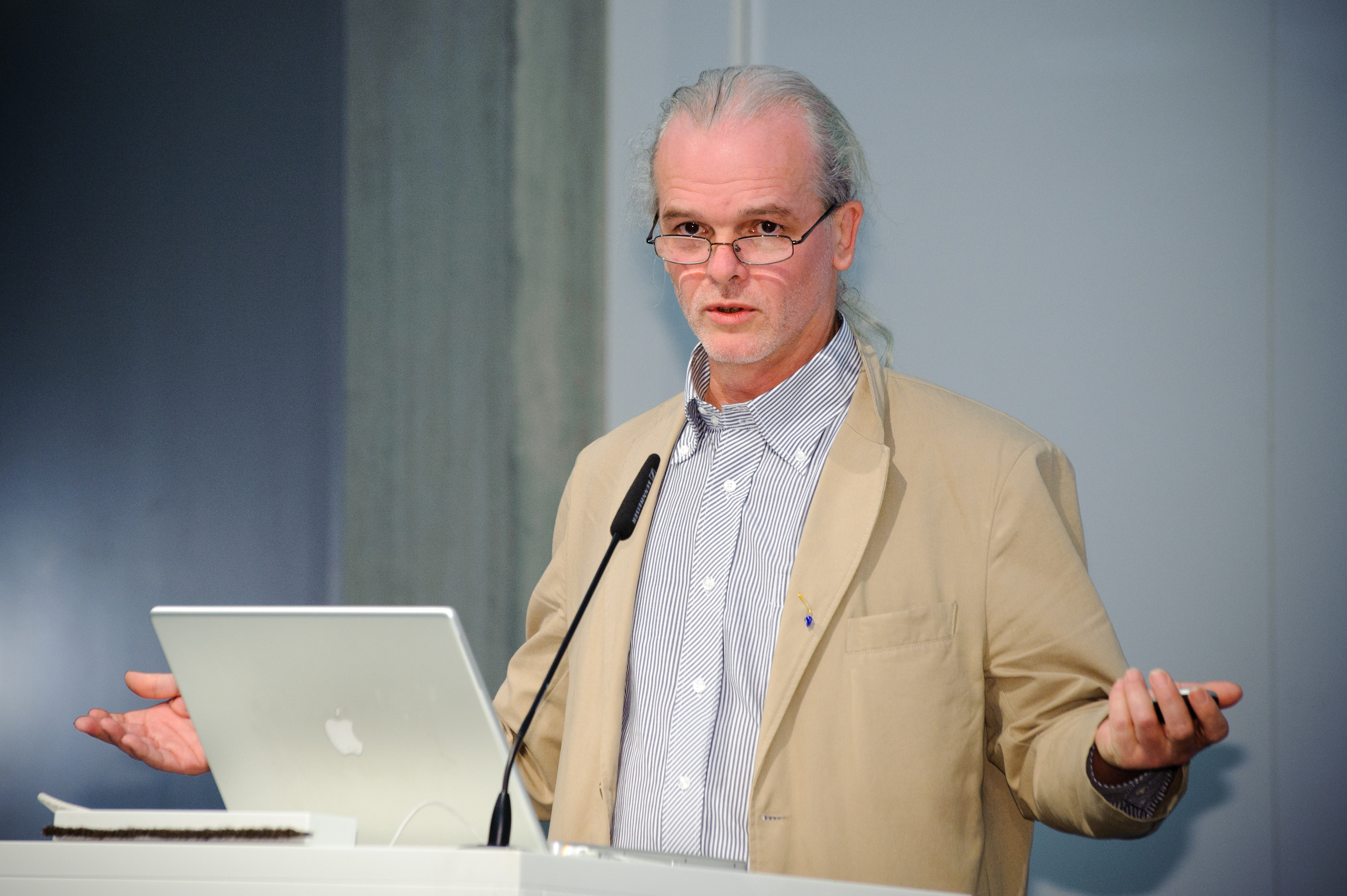
マイケル・シュナイダー、2010年9月30日

マイケル・シュナイダー（ドイツ語:  Mycle Schneider 、1959年 - ）は、ドイツ出身、フランス在住のエネルギー問題コンサルタント。

## 経歴
ドイツ中西部ケルン出身。1983年、パリに「エネルギー情報調査室」（fr:Wise-Paris）を設立し、2003年まで代表を務めた。
1997年、高木仁三郎と共に、「もうひとつのノーベル賞」といわれるライト・ライブリフッド賞を受賞。
1997年以来、フランス環境省（環境エネルギー省、fr:Agence de l'environnement et de la maîtrise de l'énergie）、ドイツ環境省（ドイツ連邦環境・自然保護・原子炉安全省、de:Bundesministerium für Umwelt, Naturschutz und Reaktorsicherheit）、ベルギーのエネルギー大臣、国際原子力機関 (IAEA)、グリーンピース (NGO)、核戦争防止国際医師会議、世界自然保護基金（WWF）、EC委員会等の依頼によって、原子力とエネルギー問題に関する研究・調査報告を提出している。2009年8月、ドイツ環境省の委託研究、「世界の原子力産業現状報告─経済性問題に焦点」を担当した。
現在、エネルギーと原子力政策に関する独立コンサルタント機関  Mycle Schneider Consulting の代表を務める。

## 著作
- 高木仁三郎、マイケル・シュナイダー、フランク・バーナビー（Frank Barnaby）保木本一郎、細川弘明ほか著『MOX（プルトニウム燃料）総合評価―IMA（国際MOX燃料評価）プロジェクト最終報告』、七つ森書館、1998/08/09、ISBN： 9784822898281
- 鮎川ゆりか訳『気候変動と原子力発電 Climate Change and Nuclear Power』(PDF)WWFジャパン、2000年4月4日発行
- 田窪雅文訳「原子力のたそがれ」(PDF) 『世界』2011年1月号、岩波書店